# Eudald Vergés
Eudald Vergés Comellas (Torelló, Barcelona, 8 de mayo de 1997), más conocido como Eudald Vergés, es un futbolista español que juega en la demarcación de lateral izquierdo para la A. D. Mérida de la Primera Federación de España.

## Trayectoria
Vergés es un lateral izquierdo nacido en Torelló, Barcelona, formado en las categorías inferiores del AEC Manlleu, CE Mercantil y CF Damm, donde acabó su etapa de juvenil.
En la temporada 2016-17, formaría parte de la plantilla de la UA Horta de la Tercera División de España.
El 22 de julio de 2017, firma por el CE L'Hospitalet de la Tercera División de España. Al término de la temporada 2020-21, lograría el ascenso a la Segunda Federación, abandonando la CE L'Hospitalet después de cuatro temporadas.
En julio de 2021, firma por el FC Andorra de la Primera División RFEF, con el que lograría el ascenso a la Segunda División de España, tras acabar en primera posición del Grupo II de la Primera División RFEF. Su aportación sería de 27 partidos en liga, uno de play-off y dos de Copa del Rey, en los que anotaría dos goles.
El 28 de julio de 2022, firma por el CE Sabadell de la Primera División RFEF, cedido durante una temporada por el FC Andorra.
El 18 de enero de 2023, rompe su contrato de cesión con el conjunto arlequinado y firma la UD Logroñés de la Primera División RFEF, en calidad de cedido hasta el final de la temporada.
En la temporada 2023-24, firma por la U. E. Cornellà de la Primera Federación de España.
Un año después, ficha por el Unionistas de Salamanca, donde juega una temporada tras no renovar al final de la misma.
El 10 de julio de 2025, firma por la A. D. Mérida de la Primera Federación.

## Clubes
| Club                    | País    | Año           |
| ----------------------- | ------- | ------------- |
| UA Horta                | España  | 2016-2017     |
| CE L'Hospitalet         | España  | 2017-2021     |
| FC Andorra              | Andorra | 2021-2023     |
| CE Sabadell (cedido)    | España  | 2022-2023     |
| UD Logroñés (cedido)    | España  | 2023          |
| U. E. Cornellà          | España  | 2023-2024     |
| Unionistas de Salamanca | España  | 2024-2025     |
| A. D. Mérida            | España  | 2025-presente |